# Przewalskium albirostris
El ciervo de hocico blanco o ciervo de Thorold (Przewalskium albirostris) es una especie de cérvido asiático autóctono de las montañas del Tíbet y Qinghai, en China.